# Émile Regnault
Émile Regnault (* 1811 in Sancerre; † 1863) war ein französischer Arzt, Autor und Intellektueller, der in den 1830er- und 40er-Jahren zum Freundeskreis von George Sand und Honoré de Balzac gehörte.

## Leben
Émile Regnault stammte aus Moulins im Département Allier und studierte um 1830er-Jahren in Paris Medizin. In dieser Zeit gehörte er zum Freundeskreis von François Buloz (1803–1877) und Jules Sandeau, durch den er Honoré de Balzac kennenlernte, mit dem er außerdem in Briefwechsel stand.  Er wirkte an Balzacs Romanen Le vicaire des Ardennes (1836) und L'excommunie mit. Seine Person war Modell für bestimmte Gestalten in La Comédie humaine wie den Arzt Horace Bianchon in César Birotteau (1837).  Ferner besuchte er in den 1830er-Jahren den literarischen Salon von George Sand. Er war Mitarbeiter in Balzacs kurzlebiger Zeitschrift Chroniques de Paris und betreute um 1840 die bei Hippolyte Souverain erschienene Ausgabe von Balzacs Jugendwerk (Oeuvres completes Horace de Saint-Aubin).
In späteren Jahren arbeitete Regnault als Arzt in der Thermalstation von Bourbon-l’Archambault, in der er Studien durchführte und Modernisierungsprojekte anregte.

## Werke (Auswahl)
- (Emile) Regnault: La dauphine Marie-Josephe de Saxe, mere de Louis XVI. Paris Lecoffre 1875